# Wasyl Kuzyk
Wasyl Kuzyk – ukraiński działacz społeczny, poseł do Sejmu Krajowego Galicji II kadencji (1867–1869), włościanin z Karłowa.
Wybrany w IV kurii obwodu Kołomyja, z okręgu wyborczego nr 14 Sniatyń-Zabłotów. Jego wybór uznano w trakcie kadencji za nieważny, i na jego miejsce wybrano księdza Iwana Ozarkewycza.